# 貝爾琪亞四重奏團
貝爾琪亞四重奏（英語：Belcea Quartet）是一個英國的弦樂四重奏團體，創立於1994年。

## 沿革
貝爾琪亞四重奏由倫敦皇家音乐学院的學生們所創設。他們曾接受奇夌季里安四重奏、阿班·貝爾格四重奏的指導。
他們是最早參與英國廣播公司第3台「新世代藝術家方案」（New Generation Artists Scheme）的團體之一，2000年則首次登上紐約卡内基大厅。2001年8月，貝爾琪亞四重奏前往愛丁堡國際藝術節演出，同年他們亦成為倫敦威格莫爾廳的常駐藝術家，直到2006年止。這段期間內，貝爾琪亞四重奏首演了約瑟·菲布斯的《玫瑰花尖》（The Canticle of the Rose）。
2010年樂季，貝爾琪亞四重奏首演了馬克-安東尼·圖爾納吉的弦樂四重奏作品《扭曲的藍調音樂與怪奇的敘事曲》（Twisted Blues with Twisted Ballad）。此外，自這個樂季起他們與阿特密絲四重奏共同擔任维也纳音乐厅的常駐藝術家。2011年，他們計畫演出全本貝多芬四重奏，並巡迴英國、德國、奧地利、瑞典和美國等地。
貝爾琪亞四重奏的同名基金會「貝爾琪亞四重奏基金會」則致力於協助年輕演奏家發展，以及委託新作品創作、首演等活動。

### 成員
現任
- 柯莉娜·貝爾琪亞（英语：Corina Belcea），小提琴
- 沙赫·阿克塞爾，小提琴，2010年起
- 克里斯多夫·赫雪勒斯基（英语：Krzysztof Chorzelski），中提琴
- 安托萬·雷德林，大提琴，2006年起

離任
- 阿拉斯代爾·泰特（英语：Alasdair Tait），大提琴
- 蘿拉·塞繆爾，小提琴
- 馬修·塔爾提，大提琴

## 作品

### 商業錄音
以下僅部分列出：
- 2001年：德彪西、杜替耶與拉威爾作品
- 2002年：舒伯特作品[5]
- 2004年：勃拉姆斯作品[6]
- 2005年：布里顿作品[7]
- 2005年：舒伯特《鱒魚》五重奏（與托马斯·阿德斯合演）[8]
- 2006年：莫扎特作品
- 2008年：巴托克全本四重奏
- 2009年：舒伯特弦樂四重奏、五重奏（與阿班·貝爾格四重奏的瓦倫丁·爾本合演）作品
- 2014年：貝多芬全本四重奏
- 2016年：勃拉姆斯作品

## 獲獎與榮譽
貝爾琪亞四重奏2001年甫出道的錄音作品，便贏得英國《留聲機》雜誌的唱片獎項。貝爾琪亞四重奏是EMI旗下的演藝團體，已合作出版莫扎特、舒伯特、佛瑞等多位作曲家的室內樂作品。當中最重要的，是他們的巴托克全本四重奏錄音，這份作品榮獲德國回声音乐奖肯定。2016年的勃拉姆斯弦樂四重奏／鋼琴五重奏作品錄音，亦獲法國金叉獎肯定。

## 外部連結
- 官方网站
- 貝爾琪亞四重奏團的Discogs页面（英文）
- 鵬博藝術的藝術家頁面